# Armed Conflict Location & Event Data
Armed Conflict Location & Event Data (ACLED) is een non-profitorganisatie die gespecialiseerd is in het verzamelen en analyseren van uitgesplitste conflictgegevens en het in kaart brengen van crisissituaties. ACLED registreert – zo mogelijk in realtime - de  data, dader, locaties, dodelijke slachtoffers en typen van al het gerapporteerde politieke geweld en demonstratiegebeurtenissen over de hele wereld. Sedert 2022 tekende ACLED wereldwijd meer dan 1,3 miljoen individuele gebeurtenissen op. 
Naast het verzamelen van gegevens voert het ACLED-team analyses uit om conflictscenario's te beschrijven, te verkennen en te testen. De analyses zijn - voor niet-commercieel gebruik - vrij toegankelijk voor het publiek. 